# آلن کخ
آلن کخ (انگلیسی: Alan Koch؛ زادهٔ ۳۰ آوریل ۱۹۷۵) بازیکن فوتبال اهل کانادا است.
وی همچنین در تیم ملی فوتبال South Africa U-23 بازی کرده‌است.